# Burg Alzenau
Die Burg Alzenau befindet sich direkt im Zentrum von Alzenau auf einem Felsen oberhalb des Marktplatzes.

## Baugeschichte

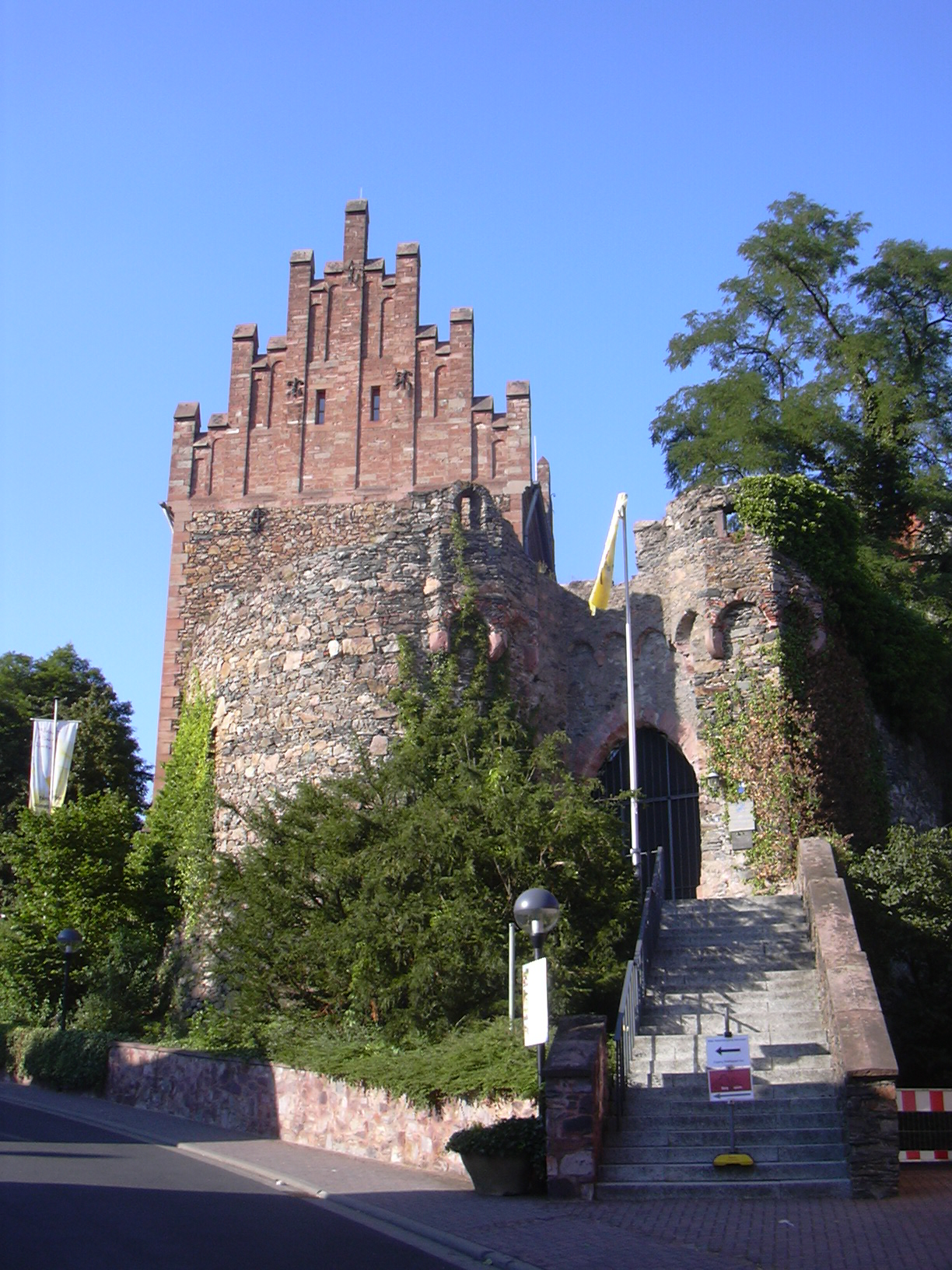
Ältere Bausubstanz und Staffelgiebel der äußeren Burg

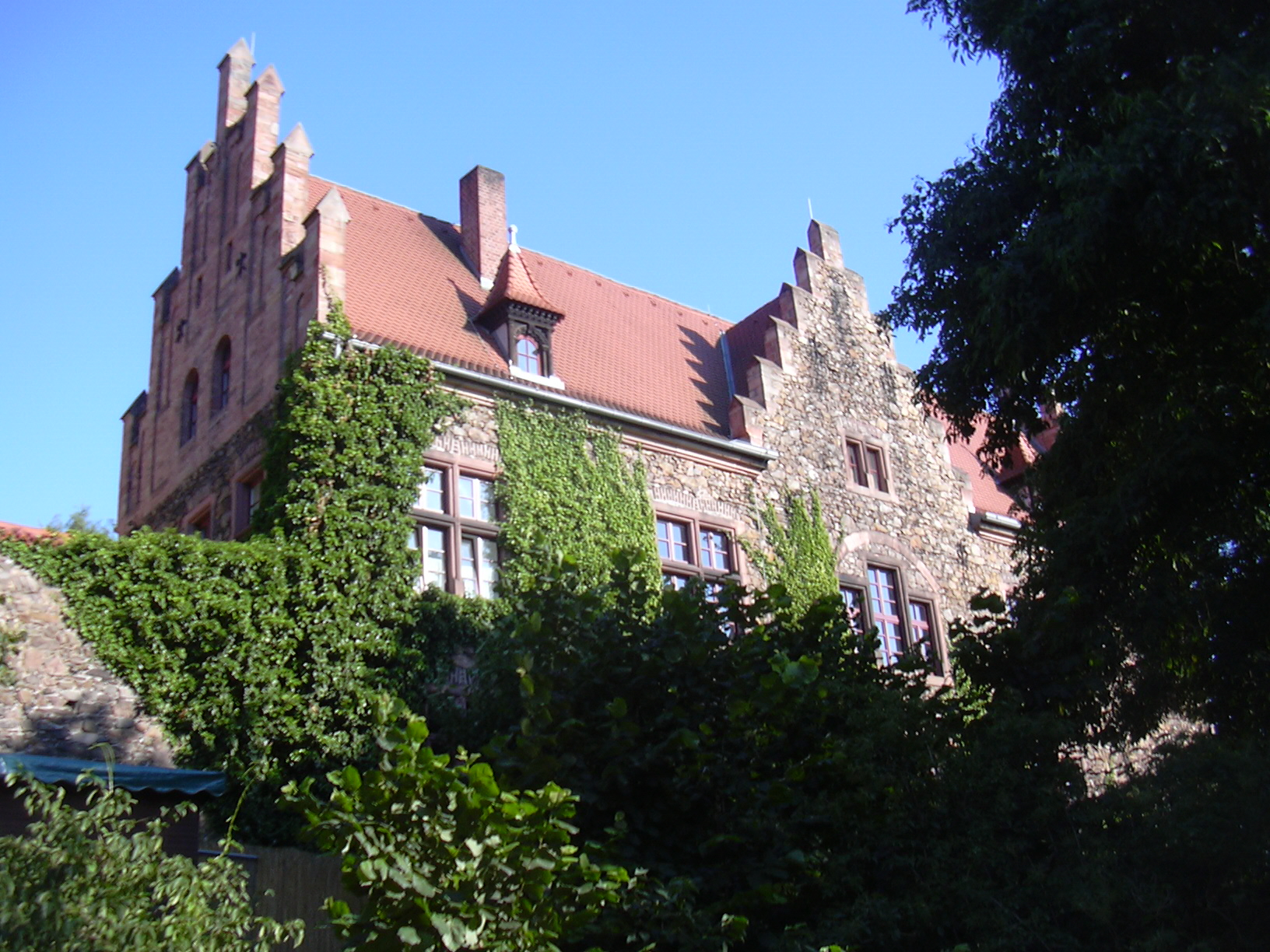
Gerichtsgebäude

Erbaut wurde die Burg Alzenau im spätgotischen Stil von 1395 bis 1399 von den Mainzer Erzbischöfen und diente den Mainzer Kurfürsten als Amts- und Verwaltungssitz. Die Bauzeit fällt in die Amtszeit der Erzbischöfe Konrad II. von Weinsberg und Johann II. von Nassau. Die unterhalb der Burg entstandene Siedlung erhielt 1401 durch König Ruprecht von der Pfalz die Stadt- und Marktrechte verliehen, die sie aber nicht verwirklichen konnte. Von 1400 bis 1500 diente die Burg wiederholt als Pfandobjekt, um in den fehdereichen Zeiten Kriegsführung und Verteidigung zu bezahlen.
Unabhängig von der Burg gab es auf der anderen Flussseite bereits eine viel ältere Siedlung namens Wilmundsheim, die 950 in einer Königsurkunde sowie im um 1000 angelegten Zinsregister von Seligenstadt genannt ist und ab dem 12. Jahrhundert als Hauptort des Freigericht erscheint.
Im Jahre 1500 kam das Freigericht als gemeinsames Lehen an das Kurfürstentum Mainz und die Grafen von Hanau. Das Gebiet wurde von einem auf der Burg Alzenau residierenden Amtmann verwaltet. Während des Dreißigjährigen Krieges erstürmten in der Silvesternacht 1634 schwedische Soldaten die Burg. Später verschmolz das dezimierte Wilmundsheim mit der Siedlung unterhalb der Burg und übernahm deren Namen.
Alzenau verblieb nach der Teilung des Freigerichts 1740 beim Kurfürstentum Mainz, fiel 1803 an Hessen-Darmstadt (bis 1806 Landgrafschaft, dann Großherzogtum Hessen), bevor es 1816 über Gebietstausch an Bayern abgetreten wurde. Die Burg wurde Sitz des Königlich-Bayerischen Amtsgerichts. 1900 errichtete man ein neues Ämtergebäude. Das Amtsgericht residiert immer noch – heute als Zweigstelle des Amtsgerichts Aschaffenburg – in diesen Räumlichkeiten.
1974 bis 1975 wurde der in ruinösem Zustand befindliche Palas renoviert. Kernburg und Innenhof werden seitdem vor allem für kulturelle Veranstaltungen genutzt (Burgfestspiele, AlzenauClassic, Fränkische Musiktage im Rahmen des Musikzaubers Franken des Bayerischen Rundfunks).

## Beschreibung
Die ovalförmige Höhenburganlage teilt sich in einen großen, von Mauern umgebenen Vorhof und die Innere Burg mit dem inneren Burghof und dem Palas. Der Vorhof umfasste den Wirtschaftshof, in dem heute die Burgfestspiele stattfinden und an den das zweistöckige, mit Parthenocissus umrankte Gerichtsgebäude mit großen Rechteckfenstern und Staffelgiebel angrenzt.
In die Innere Burg kommt man über einen steilen Anstieg. Dort befindet sich an der Nordostseite eine 14 Meter hohe Mantelmauer. Verstärkte Mauerzüge setzen sich auch nach Norden und Süden fort.
Das massive Mauerwerk des Palas mit Treppenturm hat einen auf Konsolen ruhendem Rundbogenfries. Im Untergeschoss befanden sich früher die Räume für das Gesinde. Darüber gibt es einen großen Repräsentationssaal. Über eine enge Wendeltreppe gelangt man in den oberen Rittersaal, den eigentlichen Wohnraum des Burgherren und seiner Familie, der im Stil der Spätgotik erhalten ist. Eine Innenbesichtigung (Kamin, Kapellenerker als Miniaturausgabe einer Burgkapelle, Küchen- und Aborterker) ist nur im Rahmen von Gruppenführungen und Veranstaltungen möglich. Als „Paradebeispiel deutscher Burgenbaukunst“ wird dieser Rittersaal in der Fachliteratur erwähnt.

## Gründungssage
Die Gründung der Burg Alzenau und Namensgebung des gleichnamigen Ortes wird durch die Sage mit der Randenburg verbunden: Nach der Einnahme dieser Burg wurde der Frau des Burgherren freier Abzug gewährt, wobei sie mitnehmen durfte, was sie tragen könne. Die Frau entschloss sich, ihren Gatten auf die Schultern zu nehmen. Als ihr die Last zu schwer wurde, bat ihr Mann, sie möge ihn zurücklassen, doch sie antwortete „all zu nah“ und schleppte ihn noch über eine nahegelegene Anhöhe. Dort soll dann der Randenburger eine neue Burg gegründet haben, die er in Gedenken an diese Rettung „Allzunah“ nannte, woraus dann später der Name Alzenau entstanden sein soll.